# Heksagonalni kristalni sistem
Heksagonalni kristalni sistem je eden od sedmih kristalnih sistemov. Sistem ima naslednje možne elemente simetrije: eno 6-števno simetrijsko os (oznaka 6), eno 3-števno os (3), največ šest 2-števnih osi (2), največ sedem ravnin simetrije (m), en center simetrije (1)  ter njihove kombinacije. Sistem ima samo eno Bravaisovo mrežo, ki jo nekateri viri označujejo kot osnovno centrirano (C), drugi pa kot primitivno (P). 
Heksagonalna osnovna celica ima naslednje mrežne parametre:
a=b≠c
α=β=90°
γ=120°
Značilen primer snovi s heksagonalnimi kristali  je grafit.

## Točkovne skupine
V naslednji preglednici so prikazana imena točkovnih skupin (kristalnih razredov) heksagonalnega kristalnega sistema, njihov Hermann–Mauguinove (mednarodne) in  Schönfliesove oznake ter primeri mineralov.
| Kristalni razred             | Hermann-Mauguinova oznaka | Schönfliesova oznaka | Primer              |
| Biheksagonalno bipiramidalni | 6/m2/m2/m                 | D6h                  | beril               |
| Biheksagonalno piramidalni   | 6mm                       | C6v                  | greenockit, wurtzit |
| Heksagonalno bipiramidalni   | 6/m                       | C6h                  | apatit, vanadinit   |
| Heksagonalno piramidalni     | 6                         | C6                   | nefelin, kankrinit  |
| Heksagonalno trapezoedrični  | 622                       | D6                   | kalsilit            |
| Bitrigonalno bipiramidalni   | 6m2                       | D3h                  | benitoit            |
| Trigonalno bipiramidalni     | 6                         | C3h                  | laurelit            |

## Kristalne oblike
V heksagonalnih točkovnih skupinah so možne naslednje kristalne oblike:
- 6/mmm - pinakoid, heksagonalna prizma, heksagonalna bipiramida, biheksagonalna prizma, biheksagonalna bipiramida
- 6/m - pinakoid, heksagonalna prizma, heksagonalna bipiramida
- 6mm - pedion, heksagonalna prizma, heksagonalna piramida, biheksagonalna prizma, biheksagonalna piramida
- 622 - pinakoid, heksagonalna prizma, heksagonalna bipiramida, biheksagonalna prizma, heksagonalni trapezoeder
- 6m2 - pinakoid, heksagonalna prizma, heksagonalna bipiramida, trigonalna prizma, trigonalna bipiramida, bitrigonalna prizma, bitrigonalna bipiramida
- 6 - pinakoid, trigonalna prizma, trigonalna bipiramida
- 6 - pedion, heksagonalna prizma, heksagonalna piramida

## Vir
- Martin Okrusch; Siegfried Matthes (2005). Mineralogie (7 izd.). Berlin: Springer Verlag. ISBN 9783540238126.